# Last Friday Night (T.G.I.F.)
Last Friday Night (T.G.I.F.) è un singolo della cantautrice statunitense Katy Perry, pubblicato il 9 maggio 2011 come quinto estratto dal secondo album in studio Teenage Dream.
Il brano è stato scritto da Katy Perry, Lukasz Gottwald, Max Martin e Bonnie McKee e prodotto da Dr. Luke e Max Martin. La sigla "T.G.I.F." significa "Thank God it's Friday!", ossia "grazie a Dio è venerdì!" in lingua inglese. Il brano ha venduto circa 7,5 milioni di copie in tutto il mondo.
Come i quattro precedenti singoli estratti da Teenage Dream, Last Friday Night ha raggiunto la vetta della classifica statunitense, permettendo così alla Perry di eguagliare il record di Michael Jackson per il maggior numero di singoli numero uno estratti da un unico album. Del singolo è stato inoltre pubblicato un remix in collaborazione con Missy Elliott. A settembre 2011, Last Friday Night aveva venduto circa 2.405.000 copie solamente negli Stati Uniti.
Il singolo ha avuto un successo mondiale, entrando in top ten in Regno Unito, Irlanda, Australia, Nuova Zelanda, Italia, Austria, Polonia e Ungheria e raggiungendo la vetta delle classifiche non solo negli Stati Uniti, ma anche in Canada, Repubblica Ceca e Slovacchia. Le critiche sono state generalmente positive e l'hanno definita una delle cinque potenziali hit pop del 2011.

## Descrizione
Last Friday Night (T.G.I.F.) è un brano pop rock e dance pop dalla durata di tre minuti e cinquanta secondi. Ha un tempo moderato di 126 battiti per minuto. La canzone è composta nella chiave di Fa♯ maggiore e la voce di Katy Perry copre un'ottava, da Do♯4 a Re♯5. La canzone segue una progressione di Si–Sol♯m7–Re♯m7-Do♯.
L'annuncio della pubblicazione di Last Friday Night come singolo è avvenuto il 4 maggio 2011. Perry ha affermato che ha avuto l'ispirazione a scrivere la canzone dopo aver corso nuda per un parco con alcuni amici, basandosi su ciò che si ricordava il giorno dopo una notte di festa e divertimento:
(Katy Perry)
Bonnie McKee, coautrice del pezzo, ha affermato che "TGIF è praticamente una descrizione parola per parola del nostro viaggio a Santa Barbara, perciò la amo. È molto kitsch, diventente, e mi riempie di nostalgia."

## Copertina
La copertina del singolo ritrae due scene tratte dal video del brano. Nella prima, Katy, nelle vesti di Kathy Beth Terry, siede sul suo letto, tenendo in mano un diario con aria sognante, sola a casa di venerdì sera, desiderando di essere in città a far festa. Nella foto a destra, invece, indossa degli orecchini triangolari rosa e gialli, ha i capelli gonfi, è truccata e sorridente, e mette in mostra l'apparecchio ortodontico. Le immagini sono circondate da uno scenario ricco di colore, in stile anni ottanta. Per la raccolta di remix del singolo è stata creata una seconda copertina, questa volta in stile anni novanta. Nella foto, la cantante, che è ritratta con uno sguardo imbarazzato, indossa un baffo ortodontico e dei grossi occhiali da vista. Il remix con Missy Elliott, pubblicato l'8 agosto 2011, ha una diversa copertina, che mostra Katy sempre nelle vesti di Kathy Beth Terry seduta sul suo letto disordinato a gambe incrociate, con lo stesso look che ha nella prima parte del video.

## Accoglienza
La canzone ha ricevuto critiche generalmente positive. Stephen Thomas, critico di AllMusic, l'ha definita una delle canzoni che spiccano nell'album, e vi ha letto un omaggio a Kesha. Rob Sheffield della rivista Rolling Stone ha detto che "la Perry ama usare nelle sue canzoni il gergo delle chat; nella festaiola e movimentata Last Friday Night cinguetta "Think I need a ginger ale/That was such an epic fail" ("Penso di aver bisogno di un ginger ale/Quella era una tale epic fail)." Matthew Cole di Slant Magazine ha valutato la canzone con una stella e mezzo su cinque, commentando: "Last Friday Night (T.G.I.F.) è un guazzabuglio da pista di pattinaggio privo di vita, con un tormentone "T! G! I! F!" che sicuramente farà da colonna sonora a chissà quante stupide feste di sorority questo semestre".
Jason Richards, critico per la rivista Now, ha scritto: "La cantante ha recentemente affermato che l'accattivante Last Friday Night (T.G.I.F.) è la sua versione di I Gotta Feelin''. Con un testo che parla di foto che finiscono online dopo una serata di bagordi, ricorda anche Lady Gaga che canta di aver perso le chiavi e il telefono a causa di una sbronza, in Just Dance. Una variazione sul tema, certo, ma la canzone raggiunge un equilibrio perfetto fra il sex appeal di Perry e il fascino dei suoi atteggiamenti stupidi e auto-annullanti." Marc Hawthorne, autore per il giornale The A.V. Club, ha affermato che "considerando che qui tutto ciò che è stato scritto è basato su avvenimenti realmente accaduti, bisogna tenere presente che dobbiamo accettare il fatto che abbia partecipato a una ménage à trois sul suo brano tra l'indie rock e l'American Idol Last Friday Night (T.G.I.F.)". Chris Richards del Washington Post ha scritto che "tra chitarre strimpellanti e tastiere zigzaganti, Perry racconta una serata di bagordi senza conseguenze, con le sue trasgressioni innocenti (correre e nuotare nuda) presentate con lo stesso tono con cui sono presentati problemi più seri (misteriosi lividi e uno svenimento). [...] Quando per Perry viene il momento di riflettere sulle sue follie delle tre di notte, canta rigidamente: "era una tale epic fail". Sembra un tentativo fallito da parte di un genitore di parlare con lo slang dei teenager". Gary Trust della rivista Billboard ha incluso la canzone nella lista delle cinque potenziali hit pop del 2011.

## Successo commerciale

### Stati Uniti e Canada

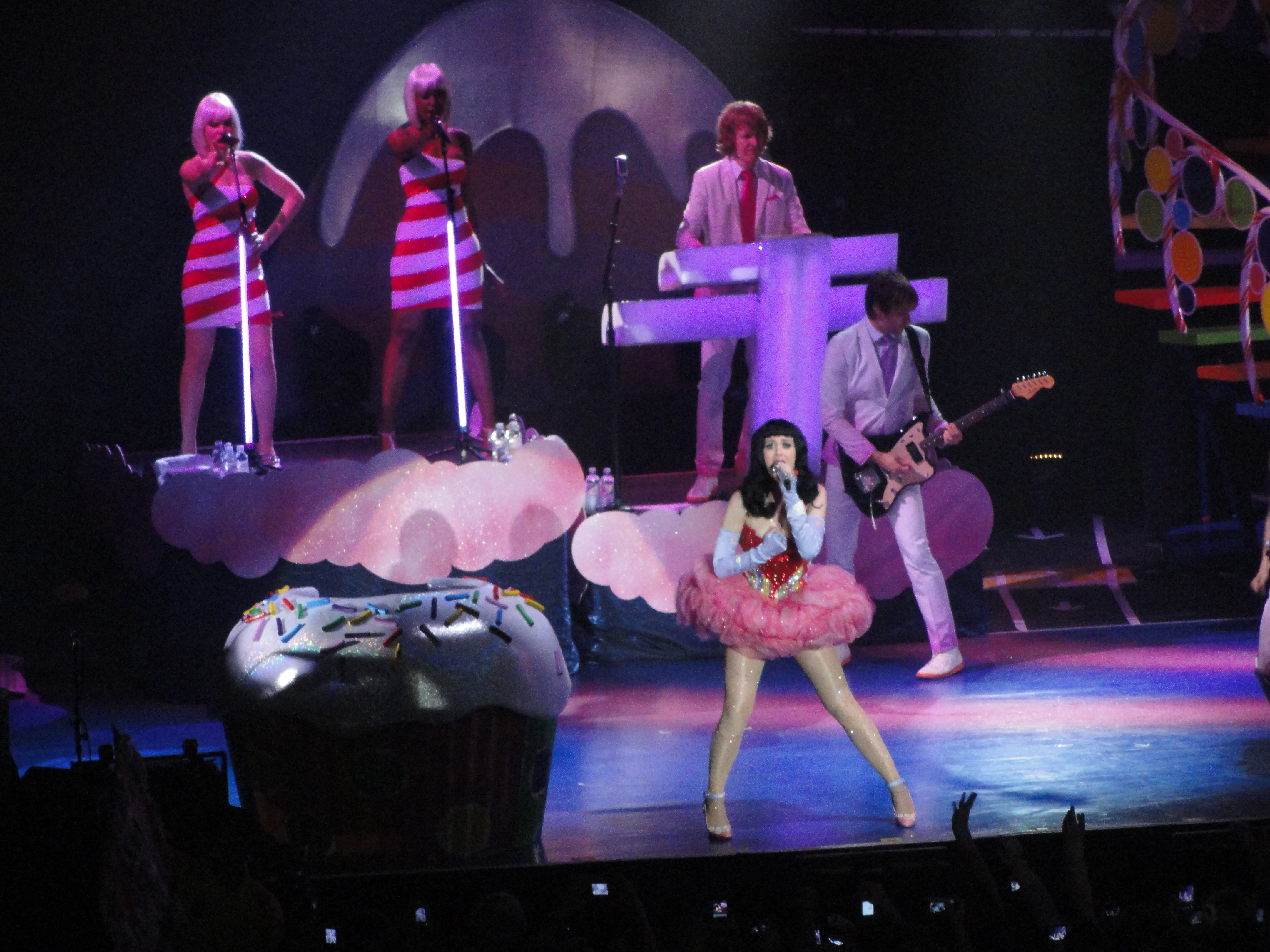
Katy Perry ha favorito il successo di Last Friday Night (T.G.I.F.) anche grazie al suo California Dreams Tour, che ha attraversato il Nord America in 55 date nell'estate 2011

Last Friday Night (T.G.I.F.) è apparsa per la prima volta in classifica in seguito alla pubblicazione di Teenage Dream: grazie alle sole vendite digitali, infatti, il brano è riuscito ad entrare alla posizione numero 67 negli Stati Uniti (e alla 29 nella classifica digitale statunitense), alla 49 in Canada e alla 101 nel Regno Unito.
In seguito alla pubblicazione della canzone come singolo, il 18 giugno 2011 rientra in classifica nella Billboard Hot 100 alla posizione numero 63 e nella Billboard Canadian Hot 100 alla 76. Negli Stati Uniti, Last Friday Night sale alla numero 31 la settimana successiva; grazie alla pubblicazione del video, balza di ventisette posizioni alla quarta, con un incremento di audience radiofonica del 57% (44 milioni di ascoltatori) e un aumento di vendite digitali del 259% (235.000): la canzone salta infatti dalla quarantesima posizione alla ventunesima nella classifica radiofonica e dalla ventottesima alla prima in quella digitale. Il singolo rimane alla quarta posizione per altre tre settimane. Nella settimana del 1º luglio 2011 gli ascoltatori radiofonici aumentano del 42% a 63 milioni, garantendo la scalata di altre dieci posizioni della classifica dell'airplay, ma le vendite digitali diminuiscono del 4% a 228.000, seppur la canzone rimanga alla vetta della classifica digitale. Nella terza settimana di permanenza alla quarta posizione, guadagna il 34% in più di ascoltatori (84 milioni), saltando all'ottava posizione della classifica Radio Songs, ma perde il 9% di vendite digitali (209.000) e cede il posto agli LMFAO che, con Party Rock Anthem, fanno cadere Last Friday Night alla seconda posizione della Digital Songs. Rimanendo alla quarta posizione della Hot 100, guadagna ulteriormente in campo radiofonico, saltando alla sesta posizione con 97 milioni di ascoltatori, il 15% in più rispetto alla settimana precedente, ma continua a perdere terreno nelle vendite, con 192.000 copie vendute, il 7% in meno; rimane statica nella classifica digitale.
Dopo quattro settimane passate alla posizione numero 4 della classifica statunitense, Last Friday Night guadagna una posizione, ancora una volta guadagnando in ascolti radiofonici (quarta posizione, 114 milioni di ascoltatori, il 18% in più rispetto alla settimana prima) ma perde una posizione nella classifica digitale (172.000 vendite, l'11% in meno). Continua la sua scalata sulla Billboard Hot 100 nella settimana del 27 luglio 2011, quando sale di un'altra posizione e raggiunge la seconda, dietro a Party Rock Anthem; sale di una posizione sia nella classifica radiofonica (4-3), sia in quella digitale (3-2), con 129 ascoltatori (il 12% in più) e 164.000 vendite (meno 4%). Il 1º agosto la Perry conquista un record: Last Friday Night diventa la canzone con più riproduzioni in radio in tutta la storia della musica. Viene infatti messa in onda per 12.468 volte in sette giorni, il che significa che in media 136 radio l'hanno riprodotta 92 volte al giorno. Il record era precedentemente detenuto dalla stessa Perry che, con il precedente singolo E.T., il 21 maggio 2011 ha ottenuto 12.361 riproduzioni. Tornando alla Billboard Hot 100, Katy mantiene la seconda posizione per una seconda settimana consecutiva; guadagna una posizione nella classifica radiofonica (3-2) con 144 milioni di ascoltatori (un aumento dell'11%) ma con un ulteriore calo di vendite digitali: il singolo perde una posizione (2-3) e le sue vendite diminuiscono dell'8% (151.000). Last Friday Night attende pazientemente per la terza settimana alla seconda posizione della classifica statunitense di equiparare il record di Michael Jackson: sempre dietro a Party Rock Anthem, guadagna la vetta della classifica radiofonica (146.9 milioni di persone, il 2% in più), ma perde il 10% di vendite (136.000).

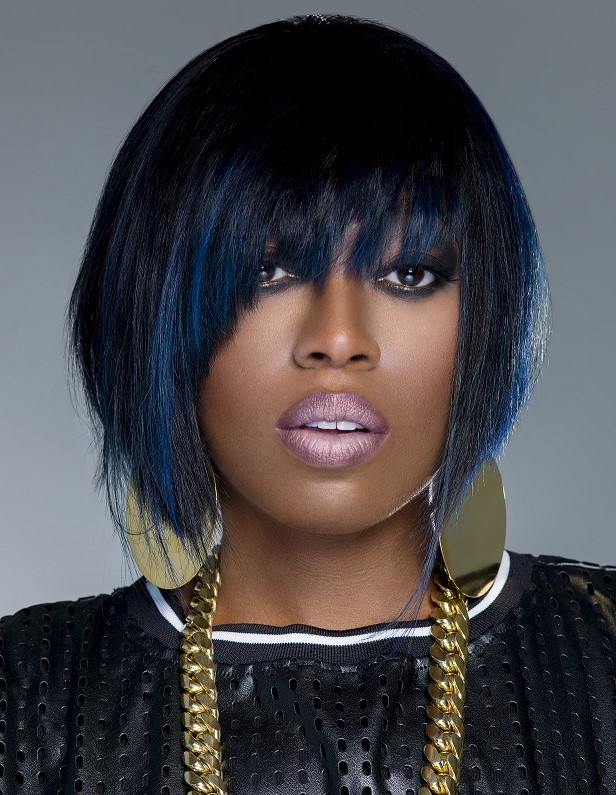
Katy ha collaborato con Missy Elliott per un remix di Last Friday Night (T.G.I.F.) che ha favorito l'arrivo del singolo alla vetta della classifica statunitense

Il 17 agosto viene annunciato che Katy Perry ha raggiunto la vetta della classifica statunitense con Last Friday Night (T.G.I.F.), facendo del singolo il quinto tra quelli estratti da Teenage Dream a raggiungere tale posizione. Tutti i singoli estratti dal secondo album della Perry sono arrivati sino alla prima posizione della Billboard Hot 100: California Gurls, Teenage Dream, Firework, E.T. e Last Friday Night (T.G.I.F.). Solo Michael Jackson ha ottenuto lo stesso record con un solo album: si tratta di Bad, che, tra il 1987 e il 1988, ha prodotto cinque singoli numero uno. Nel frattempo, il singolo si mantiene alla prima posizione della Radio Songs con 148 milioni di ascoltatori, l'1% in più rispetto alla settimana precedente, e sale di una posizione nella classifica digitale vendendo 156.000 copie, il 14% in più. L'aumento di vendite è dovuto a due fattori: per prima cosa, l'8 agosto 2011 è stato pubblicato un remix della canzone in collaborazione con la rapper Missy Elliott, le cui vendite equivalgono a 25% di quelle della canzone in quella settimana; inoltre, tra l'8 e il 14 agosto, il prezzo del singolo è stato abbassato a 69 centesimi su Amazon.com. La settimana successiva, Last Friday Night si mantiene stabile alla vetta della classifica statunitense, pur con cali sia in campo radiofonico, sia in campo di vendite: da una parte perde il 6% di audience (140 milioni di ascoltatori), scendendo di una posizione, dall'altra rimane stabile alla quarta con 154.000 copie digitali vendute, l'1% in meno rispetto alla settimana precedente. Scende poi di quattro posizioni alla quinta, pur ritornando alla vetta della Radio Songs (133 milioni, meno 4%); scende tuttavia di dieci posizioni nella Digital Songs, piazzandosi alla quattordicesima, con un grande calo di vendite del 45% (85.000). Passa un'ultima settimana nella top ten alla decima posizione. Finiscono qui le sue 69 settimane consecutive nelle prime posizioni della classifica statunitense, iniziate più di un anno fa, il 29 maggio 2010, quando California Gurls ha fatto il suo debutto alla seconda posizione, e concluse con Last Friday Night il 17 settembre 2011. Si tratta di un altro record ottenuto dalla Perry grazie a Last Friday Night, che consiste nel maggior numero di settimane consecutive in top ten per un artista nella storia della Billboard Hot 100. Last Friday Night (T.G.I.F.) è inoltre diventata la quinta canzone di Teenage Dream a vendere oltre due milioni di copie: a dicembre 2011 è stato infatti riportato che, solo negli Stati Uniti, il singolo aveva venduto 2.579.000 copie digitali. Nonostante ciò, il distacco di vendite tra Last Friday Night e il secondo singolo meno venduto estratto dal secondo album della Perry, Teenage Dream, è impressionante: oltre un milione e mezzo di copie.
In Canada, il singolo rientra in classifica il 18 giugno 2011 alla posizione numero 76; la settimana dopo supera già il picco precedente, e raggiunge la 39. Grazie alla pubblicazione del video, salta di 33 posizioni alla sesta e, dopo sei settimane, raggiunge la vetta della Billboard Canadian Hot 100, posizione che mantiene per una sola settimana. Last Friday Night trascorre quattordici settimane nella classifica canadese, di cui nove nelle prime tre posizioni. Del brano è stata inoltre pubblicata il 1º novembre 2011 una cover interpretata dal cast della serie televisiva Glee. Tale reinterpretazione ha debuttato alla settantaduesima posizione della classifica statunitense e all'ottantaseiesima di quella canadese.

### Europa e Oceania
Last Friday Night è stata certificata disco di platino dalla Recording Industry Association of New Zealand per aver venduto almeno 15.000 copie e triplo disco di platino dall'Australian Recording Industry Association, con oltre 210.000 copie vendute. Il singolo entra alla quarantesima posizione della classifica australiana il 29 maggio 2011 e, in tre settimane, raggiunge la top ten, alla sesta posizione, dove rimane per una seconda settimana. Il 3 luglio, Last Friday Night sale di un altro posto, ottenendo così un picco più alto. Nonostante non sia riuscito a scalare ulteriormente la classifica, è rimasto nella top 50 per ventuno settimane, sette delle quali nelle prime dieci posizioni. In Nuova Zelanda il singolo appare in classifica per la prima volta il 16 maggio 2011, quando ha debuttato alla posizione numero 17. La settimana successiva, sale di una posizione, mentre quella dopo riesce già ad entrare in top ten alla posizione numero 8. Dopo altre due settimane alla 9, raggiunge il suo picco alla 4, dove rimane per una sola settimana. In totale Last Friday Night è rimasta nella top 40 neozelandese per diciannove settimane, nove delle quali in top ten.
Last Friday Night ha avuto successo anche nel Regno Unito, dove ha venduto più di 200.000 copie ed è stato certificato disco d'argento dalla British Phonographic Industry il 19 agosto 2011. Il singolo è entrato per la prima volta nella top 100 il 25 giugno 2011 alla posizione numero 24 e ha raggiunto dopo due settimane il suo picco, la 9, che ha mantenuto per tre settimane non consecutive. In totale, Last Friday Night ha trascorso diciassette settimane in classifica, di cui otto nella top twenty e cinque nella top ten. In Irlanda è invece entrata per la prima volta in classifica il 9 giugno 2011 alla posizione numero 48, e, con un'impressionante scalata di ben 36 posizioni, è saltata alla 12 la settimana successiva in seguito alla pubblicazione del video. Nella sua terza settimana, il singolo ha raggiunto il suo picco, ossia la seconda posizione, che ha mantenuto per due settimane consecutive, È rimasto in classifica per un totale di 16 settimane consecutive.
In Italia, Last Friday Night entra in top ten dopo otto settimane e vi rimane per tre settimane consecutive, per poi scendere dalla classifica. Nella sua nona settimana in classifica, salta dall'undicesima posizione alla nona, dalla quale poi smetterà di scalare la classifica; scende poi alla decima settimana, posizione che manterrà per una seconda settimana, per poi sparire dai primi dieci posti della classifica italiana. Il 21 dicembre 2011 il singolo è stato certificato disco di platino dalla Federazione Industria Musicale Italiana per aver venduto più di 30.000 copie. In Italia il singolo è inoltre diventato un tormentone estivo dell'estate 2011.
Ha avuto successo anche nel resto dell'Europa, entrando in top ten in Austria, Polonia e Ungheria (oltre che a Regno Unito, Irlanda e Italia), e raggiungendo la vetta in Repubblica Ceca e Slovacchia. Ha mantenuto la prima posizione per una sola settimana in entrambi i Paesi. Inoltre, Last Friday Night è entrata alla ventiduesima posizione della classifica tedesca e ha poi raggiunto alla quindicesima; vi è rimasta per quattordici settimane, sei delle quali in top twenty.

## Video musicale

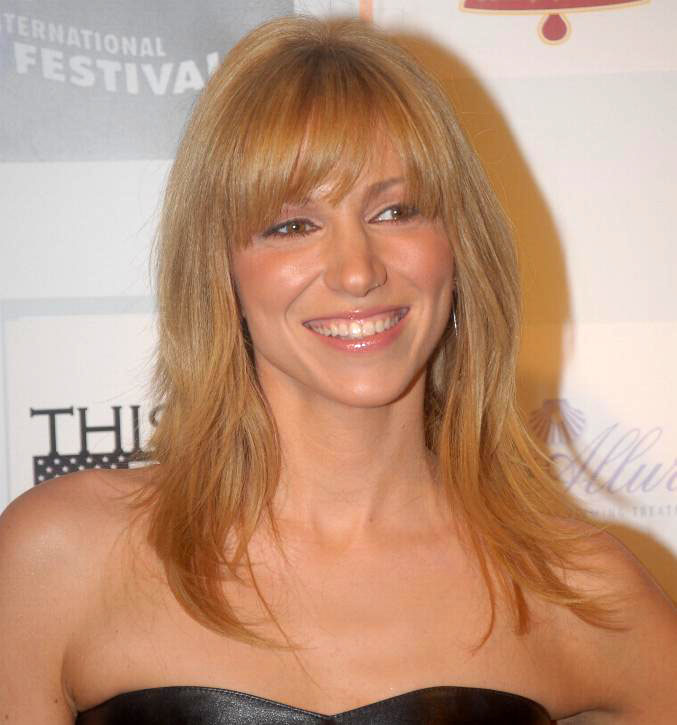
Debbie Gibson ha partecipato al video di Last Friday Night (T.G.I.F.) nel ruolo di Tiffany Terry, la madre di Kathy Beth

### Pubblicazione
In un'intervista con MTV, il regista Raphaël Fucciolo ha affermato che il video di Last Friday Night era stato ispirato dal film Sixteen Candles - Un compleanno da ricordare e da altre opere di John Hughes, nonché da altri film sul liceo degli anni ottanta; inoltre alcune scene nei crediti richiamano La corsa più pazza d'America. Le riprese del video ufficiale sono state effettuate tra il 3 e il 6 maggio 2011 dai registi Marc Klasfeld e Danny Lockwood. Katy Perry ha scritto sul suo profilo Twitter: "Ho parlato a qualcuno del mio nuovo video che è appena stato filmato e mi è stato detto, 'wow, sarà un successone su Internet!'. ...Dovrei toccare ferro?"
Un'anteprima del video è stata pubblicata sul canale YouTube della cantante il 7 giugno 2011. Prima della première del video, la cantante ha creato dei profili su Facebook e Twitter per il suo alter ego sedicenne, Kathy Beth Terry, che è apparsa per la prima volta ai Teen Choice Awards nel 2010. A partire dall'8 giugno una serie di video è stata pubblicata sui profili Facebook, YouTube e sul sito ufficiale di Katy Perry, con lo scopo di presentare i personaggi che sarebbero apparsi nel videoclip. Sono stati inoltre pubblicati tre video filmati dietro le quinte. Il video è uscito su Internet il 12 giugno, due giorni prima della data prestabilita, il 14 giugno. Il 12 giugno la versione integrale di otto minuti del video è infatti stata caricata sul sito Funny or Die. Il video segue uno stile comico rispetto ai tre singoli precedenti (Teenage Dream, Firework e E.T.), ritornando un po' su quello di singoli come California Gurls. Al video hanno partecipato Rebecca Black, Richie Nuzzolese, Darren Criss, Kevin McHale, Corey Feldman, Debbie Gibson, Kenny G e gli Hanson. L'11 luglio 2011, superato il milione di "mi piace" sul video, Katy ha rilasciato un'intervista nelle vesti di Kathy Beth Terry su Digital Spy.
Nel video, inoltre, è presente un piccolo frammento che riprende Kathy Beth Terry e altri intenti a ballare con il gioco Just Dance 3. Per la promozione di quest'ultimo, poi, è stata ripresa un'ulteriore scena di Terry e gli altri durante la festa che giocano ballando. Questa scena è stata successivamente inclusa nel video di presentazione del gioco. Il video fa fruttare a Katy Perry una nomination agli MTV Video Music Award nella categoria Best Pop Video.
È uno dei video che ha ottenuto la certificazione Vevo, avendo raggiunto un grande successo su YouTube. Il 16 settembre 2017 il video raggiunge un miliardo di visualizzazioni, diventando il quarto video della cantante a raggiungere questo traguardo, dopo Dark Horse, Roar e Firework.

### Sinossi
Nel video, Kathy Beth Terry, una sedicenne con apparecchio ortodontico e occhiali da nerd, si sveglia nel suo letto con uno sconosciuto e con tutta la camera in disordine; in seguito, un suo amico apre la porta e la ringrazia per aver organizzato la miglior festa di sempre. Non ricordando, Kathy guarda sul suo computer le foto pubblicate online e comincia a ricordare la festa alla quale aveva partecipato la notte prima: stava facendo un sudoku quando, infastidita dalla musica ad alto volume proveniente dalla festa organizzata nella casa accanto, esce e va a protestare. La ragazza che ha organizzato la festa, Rebecca, la trascina dentro, e Kathy intravede il ragazzo dei suoi sogni e cerca di attirare la sua attenzione, ma attira solo quella di un nerd.
La ragazza la porta di sopra, le toglie il baffo e gli occhiali, le fa la ceretta, la veste, la trucca, e infine scendono. Kathy attira molte attenzioni maschili, mentre il nerd viene preso di mira da un bullo. Le due nuove amiche si sfidano con la Wii ballando un brano di Just Dance, e Kathy vince. Poi la festa si sposta in giardino, dove tutti ballano e lo zio Kenny suona il sassofono sul tetto. Prosegue in camera di Kathy, dove il bullo e il nerd si scontrano per avere la ragazza, con quest'ultimo che lo stende con un pugno. Kathy cade sul letto addormentata, con il nerd che le mette gli occhiali. La ragazza ricorda tutto inorridita, ma allo stesso tempo contenta di avere il ragazzo dei suoi sogni nudo nel suo letto. All'improvviso entrano i suoi genitori, indispettiti dal disordine. Kathy cerca di spiegare, ma i genitori non le credono, e alla fine la lasciano riposare.

### Cast
- Katy Perry come Kathy Beth Terry
- Darren Criss come Aaron Christopherson
- Rebecca Black come se stessa
- Richie Nuzzolese come Steve Johnson
- Kevin McHale come Everett McDonald
- Isaac, Taylor e Zac Hanson come gli Hanson
- Kenny G come zio Kenny
- Corey Feldman come Kirk Terry
- Debbie Gibson come Tiffany Terry

## Tracce
CD singolo
1. Last Friday Night (T.G.I.F.) – 3:52
2. Last Friday Night (T.G.I.F.) – 3:48 – (Versione strumentale)

CD singolo - remix
1. Last Friday Night (T.G.I.F.) (Sidney Samson Dub) – 6:04
2. Last Friday Night (T.G.I.F.) (Sidney Samson Club Mix) – 6:19
3. Last Friday Night (T.G.I.F.) (Sidney Samson Extended Edit) – 4:12

Download digitale - remix
1. Last Friday Night (T.G.I.F.) – 3:58 – (con Missy Elliott)

## Formazione
I crediti di Last Friday Night (T.G.I.F.) sono stati presi dal booklet del CD Teenage Dream.
- Katy Perry – compositrice, cantante
- Dr. Luke – compositore, produttore, batteria, tastiera, programmatore
- Max Martin – compositore, produttore, batteria, tastiera, programmatore
- Bonnie McKee – compositrice
- Emily Wright – tecnico audio
- Sam Holland – tecnico
- Tucker Bodine – assistente tecnico
- Tatiana Gottwald – assistente tecnico
- Șerban Ghenea – mixing
- Jon Hanes – tecnico mixing
- Tim Roberts – assistente tecnico mixing
- Lenny Pickett – sassofono

## Classifiche

### Classifiche settimanali
| Classifica (2011) | Posizione massima |
| ----------------- | ----------------- |
| Australia         | 5                 |
| Austria           | 7                 |
| Belgio (Fiandre)  | 22                |
| Belgio (Vallonia) | 25                |
| Canada            | 1                 |
| Danimarca         | 34                |
| Francia           | 22                |
| Germania          | 15                |
| Irlanda           | 2                 |
| Italia            | 9                 |
| Libano            | 3                 |
| Nuova Zelanda     | 4                 |
| Paesi Bassi       | 24                |
| Polonia           | 5                 |
| Regno Unito       | 9                 |
| Repubblica Ceca   | 1                 |
| Slovacchia        | 1                 |
| Spagna            | 38                |
| Stati Uniti       | 1                 |
| Svezia            | 33                |
| Svizzera          | 20                |
| Ungheria          | 5                 |

### Classifiche di fine anno
| Classifica (2011) | Posizione |
| ----------------- | --------- |
| Australia         | 31        |
| Belgio (Fiandre)  | 86        |
| Canada            | 12        |
| Germania          | 88        |
| Paesi Bassi       | 87        |
| Stati Uniti       | 14        |
| Ungheria          | 45        |